# Mosonmagyaróvár
Mosonmagyaróvár er en by i det nordvestlige hjørne af Ungarn med 34.165(2024) indbyggere. Byen ligger i provinsen Győr-Moson-Sopron, tæt ved grænsen til nabolandene Slovakiet og Østrig.

## Venskabsbyer
- Hadsten, Danmark[4]